# Douglas A. Rossman

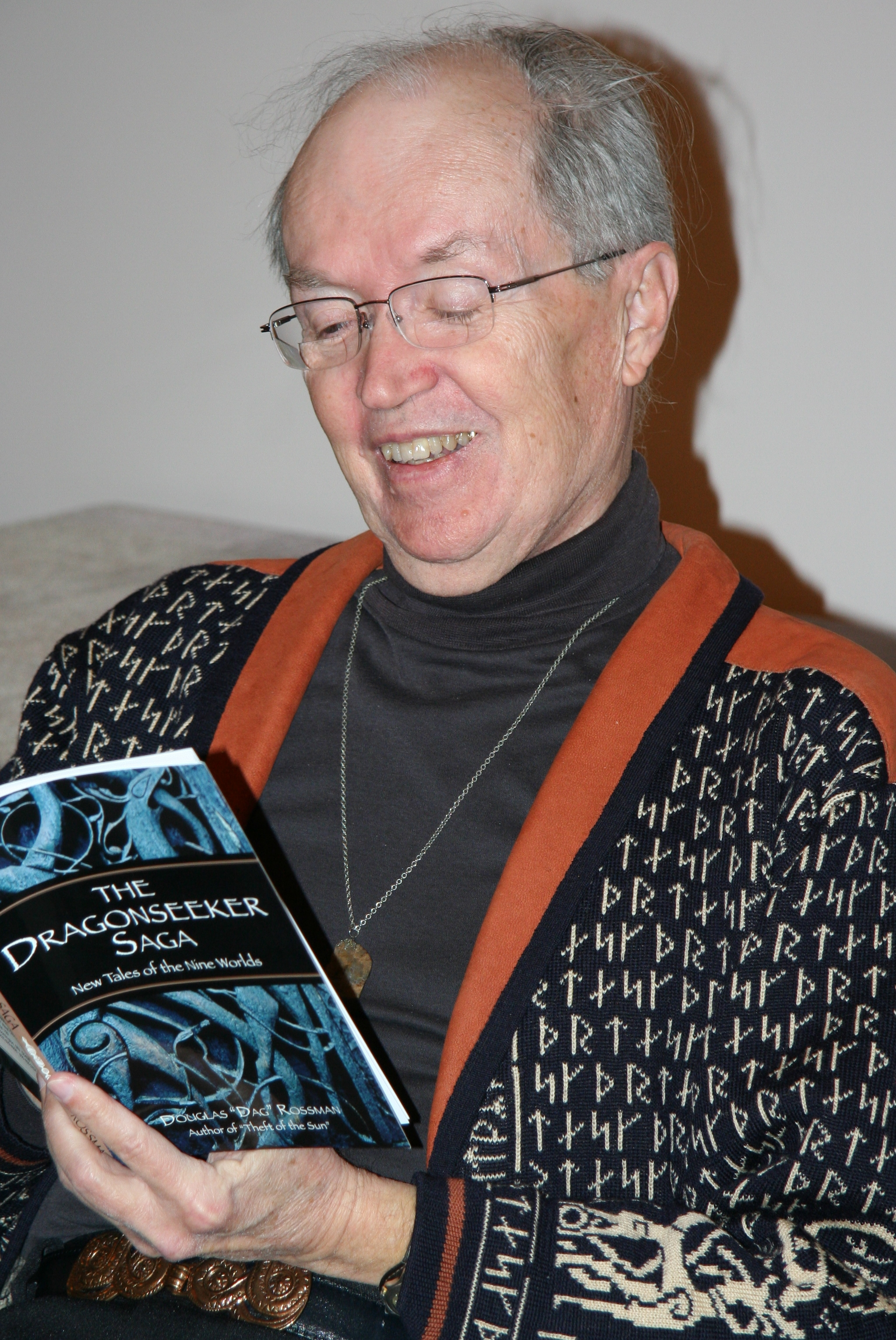
Douglas A. Rossman

Douglas Athon „Dag“ Rossman (* 4. Juli 1936; † 23. Juli 2015) war ein US-amerikanischer Herpetologe, der sich auf Strumpfbandnattern spezialisierte. Er studierte an der University of Florida, wo er 1961 zum Ph.D. promoviert wurde.
Er war Professor der Zoologie an der Louisiana State University in Baton Rouge, Louisiana.
Seine Frau Nita Jane Rossman (geboren 1936) hat ebenfalls Interesse an Herpetologie; nach ihr wurde die Unterart Thamnophis sauritus nitae der Östlichen Bändernatter benannt. Sie sammelte den Holotypus für diese Unterart bei einer Exkursion mit ihrem Mann für dessen Dissertationsprojekt.

## Schriften
- Co-Autor: The Amphibians and Reptiles of Louisiana. ISBN 0-8071-2077-4
- Zusammen mit Neil B. Ford und Richard A. Seigel: The Garter Snakes: Evolution and Ecology. Norman [u. a.]: Univ. of Oklahoma Press, 1996. ISBN 0-8061-2820-8

Rossman verfasste darüber hinaus The Nine Worlds: A dictionary of Norse mythology (1983), Where Legends Live: A pictorial guide to Cherokee mythic places (1988) und einige andere Werke, die sich mit nordischer Mythologie befassen.